# Rehmerloh-Mennighüffer Mühlenbach
Der Rehmerloh-Mennighüffer Mühlenbach (kurz: Mühlenbach, bei Klosterbauerschaft auch: Räudenbach) ist ein linker Nebenfluss der Werre im Nordosten des deutschen Bundeslandes Nordrhein-Westfalen.

## Geographie
Das Gewässer hat eine Gesamtlänge von 16,4 km. Das Einzugsgebiet erstreckt sich über einen Ausschnitt der nördlichen Ravensberger Mulde nördlich der Else und Werre und südlich des Wiehengebirges. Das Einzugsgebiet hat eine Größe von 70,9 km². Das Gewässer entspringt an der Kahlewart (nahe Blasheimer Berg) bei Hüllhorst-Oberbauerschaft im Wiehengebirge. Etwas nördlich entspringt der Obermehner Mühlenbach. Der Bach speist den Burggraben von Schloss Ulenburg. Der Fluss mündet bei Löhne in die Werre (Flusskilometer 8,4). Kurz vor der Mündung befindet sich linksseitig ein großes Klärwerk.
Das Gewässer durchfließt auf seinem Weg von der Quelle bis zur Mündung folgende Gemeinden:
- Hüllhorst – hier durchfließt er u. a. das Nachtigallental
- Kirchlengern
- Löhne

Auf seinem Weg nimmt das Gewässer flussabwärts betrachtet folgende Gewässer auf:
- Räudenbach (L 13,7)
- Stift-Quernheim-Mühlenbach (L 12,9)
- Osterbach (L 10,3)
- Quernheimer Bach (L 9,5)
- Ranhorstbach (R 8,5)
- Linathbach (R 7,2)
- Tengerner Bach (L 6)
- 1 km langer linker Parallelfluss bei Schloss Ulenburg zwischen KM 5,4 und KM 4,3
- Ulenburger Bach (R 4,1)
- Werkkgraben (1 km langer linker Parallelfluss bei Mennighüffen zwischen KM 2,4 und KM 1,6)

(L/R; KM): Linker rechter Zufluss, bei Flusskilometer, Mündung bei KM 0)

## Umwelt

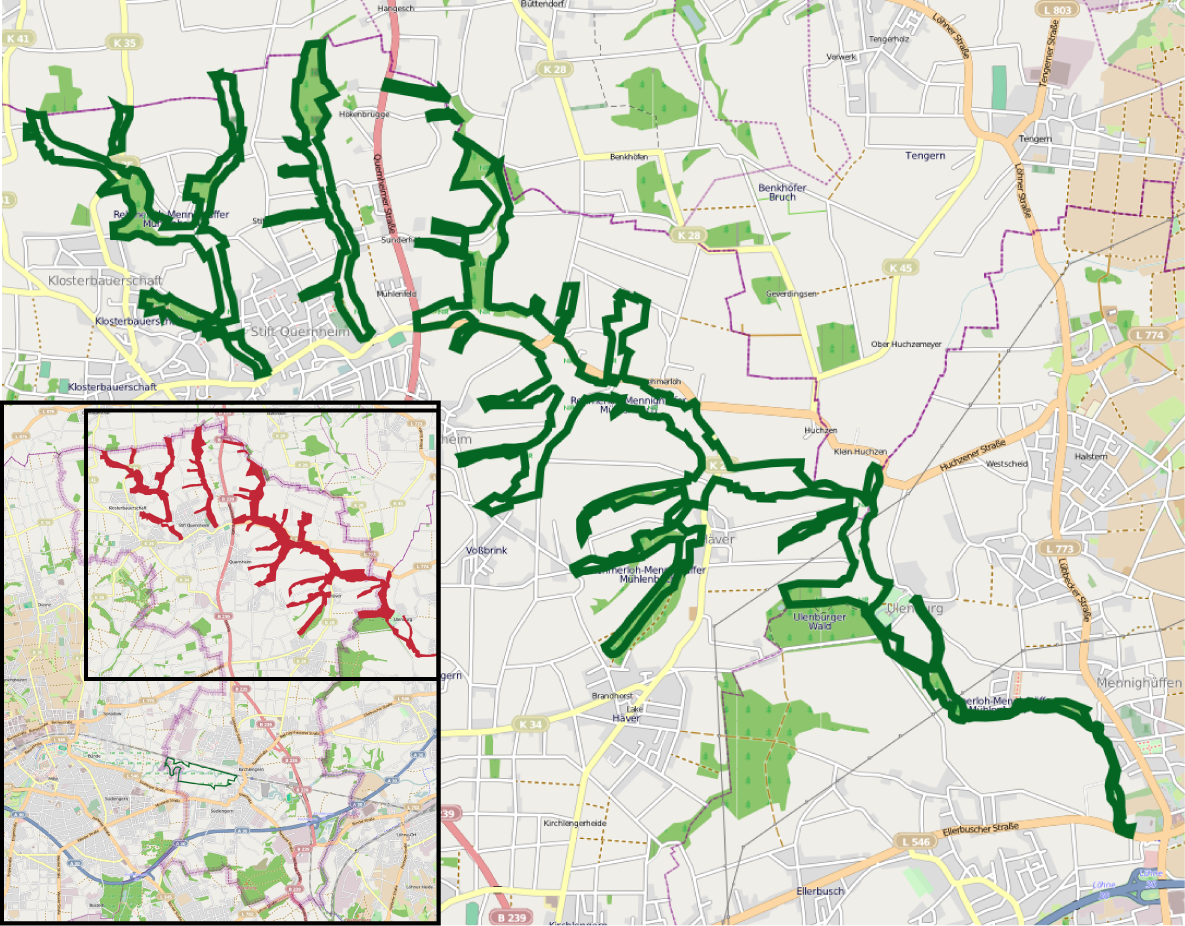
Lageplan des Naturschutzgebiets

Große Teile der Bachtäler des Rehmerloh-Mennighüffer Mühlenbach stehen unter Naturschutz. In Kirchlengern und Löhne liegt das 226 ha große Naturschutzgebiet "Rehmerloh-Mennighüffer Mühlenbachtal". Es ist das größte Naturschutzgebiet im Kreis Herford. Der Bachlauf ist auf einer Länge von fast 10 km seit 1995 geschützt. Das Naturschutzgebiet "Rehmerloh-Mennighüffer-Mühlenbach" ist ein für das Ravensberger Hügelland typisches, naturnahes und weitverzweigtes Sieksystem. Das Siektal ist als Kastental ausgeprägt. In den Auen wachsen Erlen-Ufergehölze sowie Erlenbruchwälder. An den Hangstufen finden sich auch  Buchen- oder Eichen-Wäldchen. Die  Nass- und Feuchtwiesen beherbergen zahlreiche gefährdete Pflanzenarten. Am Schloss Ulenburg ist eine Population des Großen Mausohrs beheimatet.